# British Home Championship
Het British Home Championship (ook wel bekend als de Home International Championship) was een jaarlijks voetbaltoernooi dat van seizoen 1883/1884 tot en met seizoen 1983/1984 gespeeld werd tussen de vier nationale voetbalteams van het Verenigd Koninkrijk (Engeland, (Noord-)Ierland, Schotland en Wales). De beker is nu in handen van de laatste winnaar Noord-Ierland dat won in het seizoen 1983/1984. Ondanks de Ierse onafhankelijkheid in 1922 bleef Noord-Ierland tot 1971 onder de naam Ierland spelen in de competitie. Vanaf 1953 mochten ze dat niet meer in internationale competities en werd de naam Noord-Ierland gebruikt, enkel in het Home Championship bleven ze de naam Ierland gebruiken tot begin jaren zeventig. Tot 1950 stelde het team zelfs ook spelers uit het onafhankelijke Ierland op.
Engeland en Schotland speelden vervolgens van 1985 tot en met 1989 nog om de Rous Cup, waarbij vanaf 1987 telkens een ander land uit Zuid-Amerika als derde deelnemer werd uitgenodigd.
Met het Vierlandentoernooi zou vanaf 2011 een vergelijkbaar toernooi worden gehouden, met de Republiek Ierland in plaats van Engeland, en tweejaarlijks in plaats van jaarlijks. Het is echter bij die ene editie in 2011 gebeleven.

## Toernooimodus
Elke ploeg speelde per kampioenschap één keer tegen de andere drie ploegen, waarbij een ploeg één of twee wedstrijden thuis speelden en de andere uit. Het daaropvolgende jaar wisselde per tegenstander het thuisvoordeel.
Iedere overwinning leverde twee punten op, een gelijkspel één punt en een nederlaag geen punten. Als twee of meer ploegen hetzelfde aantal punten hadden behaald, dan werd de titel tussen deze ploegen gedeeld. In 1956 deelden zo zelfs alle vier de deelnemers de titel. Pas vanaf de editie 1978/79 werd bij gelijk puntenaantal naar het doelsaldo gekeken.

## Aantal toernooizeges
- Engeland 54 (waarvan 20 gedeeld)
- Schotland 41 (waarvan 17 gedeeld)
- Wales 12 (waarvan 5 gedeeld)
- (Noord-)Ierland 8 (waarvan 6 gedeeld)